# کاکلی (فیلم)
کاکلی فیلمی به کارگردانی فریال بهزاد و نویسندگی هوشنگ مرادی کرمانی محصول سال ۱۳۶۸ است.

## بازیگران
- مهدی فتحی
- فرزانه کابلی
- امیر شیسی
- رناک آزادی
- تقی محمودی
- حسین غیابی
- حبیب اله ایزدخواستی
- بهرام بقایی
- ابوالقاسم فرقانی
- پری کربلایی
- اسکندر رفیعی
- یادگار طاهری
- محمدعلی قنبری
- رسول باباییان
- جلال سارنج
- ابوالفضل صادقی
- محمود احمدی
- مختار سائقی
- صنوبر صفافر
- محمود تبریزی
- دانیال صحنه